# Euphorbia turkanensis
Euphorbia turkanensis är en törelväxtart som beskrevs av Susan Carter. Euphorbia turkanensis ingår i släktet törlar, och familjen törelväxter. Inga underarter finns listade i Catalogue of Life.